# SJ Y6
De Y 6, Y 7 en Y 8 waren dieselmechanische motorrijtuigen voor het regionaal personenvervoer van de Statens Järnvägar (SJ).

## Geschiedenis
Het treinstel van de Y6 werd in de vijftiger jaren voor Statens Järnvägar (SJ) ontworpen en gebouwd door Hilding Carlsson ter vervanging van oude Hilding Carlsson-treinen uit de dertiger jaren. Het zou in Zweden de grootste serie treinen uit die tijd worden.
Tevens waren er normaalspoor elektrische motorwagens van de serie X 16 en X 17 en smalspoor dieselmotorwagens van de serie Y P.

## Constructie en techniek
De motorrijtuigen zijn opgebouwd op een stalen frame. De tractie-installatie heeft een dieselmotor die gekoppeld is aan een hydraulische versnellingsbak die door aandrijfassen verbonden is met een van de twee draaistellen en daarbij de assen aandrijft.

### Bijwagens
In totaal werden 321 bijwagens in 14 verschillende uitvoeringen gebouwd, soms ook met stuurstand. Deze wagens konden worden gecombineerd met dieselmotorwagens van de serie Y 6, Y 7 en Y 8.

### Nummers
De treinen werden door Statens Järnvägar (SJ) als volgt genummerd.
| Lijst van de Y 6, Y 7 en Y 8 |        |                        |           |           |                                                   |
| Nummer | Aantal | Eigenaar               | Fabrikant | Type      | Opmerkingen                                       |
| 992, 1014 1018 -1020 1059, 1062 1088 - 1090 1095, 1096 1104 - 1106 1109, 1111 1116, 1117 1122, 1130 1134 | 23     | Statens Järnvägar (SJ) | ASJL      | SJ Y 6    |                                                   |
| 1001, 1112, 1113 1138 - 1141, 1144 1146, 1151 - 1153 1155 - 1159 1161, 1163 1166, 1168 1169, 1172 - 1177 1180 - 1183 1185 - 1188 1190 - 1193 1195, 1197, 1201 1204, 1207, 1212 - 1214 1217, 1220 - 1223, 1225 1226, 1228, 1233, 1234 1237, 1240 - 1242, 1246 1247, 1249, 1250, 1253 1255 - 1260 | 75     | Statens Järnvägar (SJ) | ASJL      | SJ Y 7    |                                                   |
| 1007 - 1009, 1064, 1065 1067, 1069, 1072 1074, 1076, 1124, 1125 1131 - 1133, 1135, 1160 | 17     | Statens Järnvägar (SJ) | ASJL      | SJ Y 8    |                                                   |
| ? |        | Statens Järnvägar (SJ) | ASJL      | SJ UAFY   | rijtuigen met eersteklas en laadruimte            |
| ? |        | Statens Järnvägar (SJ) | ASJL      | SJ UABFY  | rijtuigen met eerste en tweede klas en laadruimte |
| ? |        | Statens Järnvägar (SJ) | ASJL      | SJ UB     | rijtuigen tweede klasse                           |
| ? |        | Statens Järnvägar (SJ) | ASJL      | SJ UBF    | rijtuigen tweede klasse en laadruimte             |
| 1756, 1758 - 1759 1767, 1771, 1777, 1787 1789, 1991, 1997 2002 | 11     | Statens Järnvägar (SJ) | ASJL      | SJ UBF6Y  | rijtuigen tweede klasse rijden en laadruimte      |
| ? |        | Statens Järnvägar (SJ) | ASJL      | SJ UBF7Y  | rijtuigen tweede klasse rijden en laadruimte      |
| 1981 1999 | 2      | Statens Järnvägar (SJ) | ASJL      | SJ UBF8Y  | tweede klasse rijden en laadruimte                |
| ? |        | Statens Järnvägar (SJ) | ASJL      | SJ UDFo15 | rijtuigen voor post en bagage                     |
| ? |        | Statens Järnvägar (SJ) | ASJL      | SJ UDF20  | rijtuigen voor post en bagage                     |
| ? |        | Statens Järnvägar (SJ) | ASJL      | SJ UF     | rijtuigen voor vracht                             |
| 2041, 2048, 2054 2140, 2142, 2148 | 6      | Statens Järnvägar (SJ) | ASJL      | SJ UFV    | rijtuigen voor vracht, twee assen                 |

## Foto's

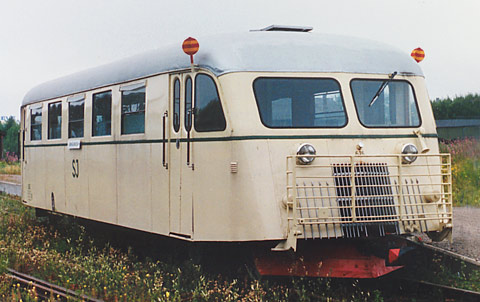
Voorlopers van de X (16 & 17) en Y (6, 7, 8 en P) treinen